# Lorna Mills
Lorna Mills (Calgary, ...) è un'artista canadese.

## Biografia
Nel 1990 ha cofondato la Red Head Gallery, una galleria diretta da artisti a Toronto. 
Nel 1993-94 si è formata presso l'Information Technology Design Centre, U of T, and Digital Media Studios, Toronto, Ontario. Nel 1994 ha iniziato a lavorare come programmatrice di giochi per bambini realizzando CD-ROMs, programmi web e animazioni digitali.
A partire dal 2005, la Mills iniziò a realizzare GIF Art. Nel 2013 le sue GIF furono incluse nella mostra David Bowie Is... alla Art Gallery of Ontario. 
Inoltre ha co-curato con Anthony Antonellis la mostra di GIF Art When Analog Was Periodical allo z-Bar a Berlino. 
Nel 2014 ha curato un padiglione alla Wrong Biennial, una biennale online di Net art.
Le sue opere si concentrano sull'esplorazione di quanto sia al giorno d'oggi "anacronistica la nozione di pubblica decenza".